# روش يشيفا
روش يشيفا (بالإنجليزية: Rosh yeshiva)(بالعبرية: ראש ישיבה‏) هو اللقب الذي يُمنح لرئيس يشيفا، وهي مدرسة دينية يهودية تركز على دراسة النصوص الدينية التقليدية، خاصة التلمود والتوراة، والهالاخاه (الشريعة اليهودية).
الدور العام لروش يشيفا هو الإشراف على الدراسات التلمودية والأمور الإدارية. ويقوم بإعطاء أكثر الدروس أهمية. وهو الذي يعطي الموافقة على أن يقوم الطالب بإلقاء دروس، من أجل أن يُرسم حاخاما، فيما يعرف ب«سيميخا» (عملية منح رتبة حاخام).
المصطلح هو كلمة مركبة للكلمات العبرية روش («رأس») ويشيفا (مدرسة دينية يهودية). ويشترك فيمن يتولى منصب «روش يشيفا» أن يكون صاحب معرفة شاملة بالتلمود، وقدرة على تقديم وجهات نظر جديدة، يُطلب من مدرسة روش الدينية أن يكون لديها معرفة شاملة بالتلمود والقدرة على تحليل وتقديم وجهات نظر جديدة، ويفضل أن تكون مطبوعة في كتاب أو غيره.
 